# CI Тельця
CI Тельця (лат. CI Tauri) — змінна зоря типу T Тельця, яка знаходиться в сузір'ї Тельця на відстані близько 456 світлових років від нас. У зорі виявлені протопланетний диск і чотири кандидати в планети.

## Характеристики
CI Тельця є змінною зорею, що не вступила у головну послідовність. Її можна спостерігати в центральній частині сузір'я Тельця, праворуч від Тау Тельця. Це молода зоря — її вік оцінюється приблизно у 2 млн років. Маса становить близько 75 % маси Сонця. Світність CI Тельця дорівнює близько 1,3 сонячної. У зорі виявлений протопланетний диск, маса якого оцінюється різними авторами від 18,7 до 71,3 мас Юпітера. Його внутрішній радіус лежить в межах 0,12 а.о. від зорі.

## Планетна система
У 2016 році було оголошено про відкриття можливої планети CI Тельця b в системі. Це гарячий газовий гігант з масою, що перевищує масу Юпітера у 12 разів. Планета обертається дуже близько до зорі, перебуваючи в просвіті між зрею і протопланетним диском. Повний оборот навколо зорі вона здійснює за дев'ять діб. Відкриття планети здійснено методом допплерівської спектроскопії.
Завдяки даним, отриманим обсерваторією ALMA, в протопланетному диску були виявлені три кільця із зниженою щільністю пилу. Це вказує на можливе існування ще трьох планет-гігантів. Примітно, що раніше відкрита планета CI Тельця b (гарячий Юпітер) обертається дуже близько до зорі, тоді як інші три розташовані на далеких орбітах — далі, ніж орбіта Нептуна в Сонячній системі. Зовнішні планети мають масу, порівнянну з масою Сатурна.